# Титаренко, Владимир Фёдорович
Владимир Фёдорович Титаренко (3 сентября 1930 — 16 сентября 1998) — передовик советского сельского хозяйства, старший чабан колхоза «Победа» Петровского района Ставропольского края, Герой Социалистического Труда (1971).

## Биография
Родился в 1930 году в селе Петровское, Ставропольского края в крестьянской русской семье. В годы Великой Отечественной войны стал трудиться в местном колхозе, в чабанской бригаде, позже колхоз "Победа" Петровского района. Вскоре стал работать старшим чабаном по выпасу овец северокавказской породы. Всегда в его отаре были лучшие результаты по сохранению ягнят и настригу шерсти. 
Добивался высоких результатов в работе. По итогам восьмой пятилетки вошёл в число передовиков сельского хозяйства Ставропольского края. Сумел достичь 98,5% сохранности поголовья, включая ягнят. По итогам 1970 года настриг шерсти составил 7,15 килограммов от каждой овцы, а ягнят получено по 128 голов на каждые сто овцематок. Всего же за пятилетку было поставлено 4632 ягнёнка и 29,3 тонны доброкачественной шерсти.    
Указом Президиума Верховного Совета СССР от 8 апреля 1971 года за достижение высоких показателей в производстве продукции сельского хозяйства и высокие результаты в животноводстве Владимиру Фёдоровичу Титаренко присвоено звание Героя Социалистического Труда с вручением ордена Ленина и медали «Серп и Молот».    
Проживал в родном селе Петровском. Умер в 1998 году. 

## Награды
За трудовые успехи удостоен:
- золотая звезда «Серп и Молот» (08.04.1971)
- орден Ленина (08.04.1971)
- Медаль "За трудовую доблесть"
- другие медали.